# Hugues de Lacy (lord de Meath)
Pour les articles homonymes, voir Hugues de Lacy.

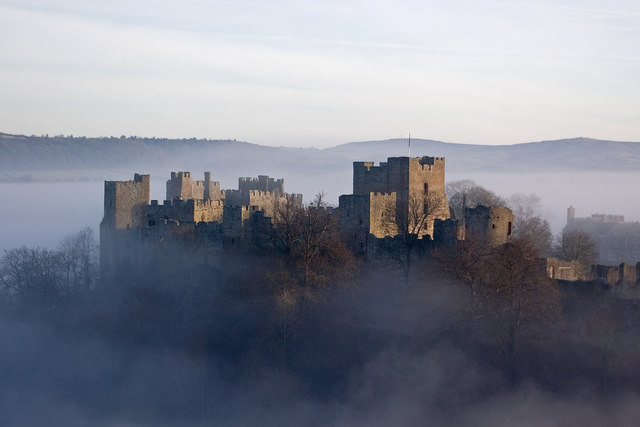
Le château de Ludlow, la principale place forte d'Hugues de Lacy dans les marches du pays de Galles, est sous la contrôle d'Henri II à partir de 1177.

Hugues (II) de Lacy (né avant 1135 – 26 juillet 1186, Durrow, Leinster), seigneur de Lassy et de Campeaux (Normandie), lord de Weobley (Angleterre) puis lord de Meath (Irlande), est un baron anglo-normand qui participe à l'invasion normande de l'Irlande.

## Biographie

### Parenté
Il est le fils de Gilbert de Lacy (actif entre 1133 et 1163), lord de Weobley, et d'une femme inconnue. Il est l'arrière-petit-fils de Gautier de Lacy, qui est probablement venu en Angleterre lors de la conquête normande (1066-1070). À la mort de son frère (et probablement aîné) Robert (II) en 1162, il hérite du patrimoine familial en Angleterre, au pays de Galles, ainsi qu'en Normandie, et devient lord de Weobley (Herefordshire) ainsi qu'un important vassal du roi. En 1172/73, il achète l'honneur du Pin à Robert (III) de Beaumont, comte de Meulan.

### Lord de Meath
En octobre 1171, il est en Irlande, aux côtés du roi Henri II d'Angleterre, et semble occuper une place importante dans son entourage. En avril 1172, Henri II lui donne le Royaume de Mide (ou Meath) contre un service de 50 chevaliers. Il reçoit aussi la garde de Dublin que le roi d'Angleterre conserve en propre. À la fin de cette même année, Hugues de Lacy assassine Tigernán Mór Ua Ruairc, roi de Breifne, alors qu'ils sont en train de négocier.
À l'été 1173, durant la révolte des fils d'Henri II (1173-1174), il est en Normandie et défend la forteresse frontalière de Verneuil contre le siège de Louis VII de France, mais il doit capituler.
Après la mort de Richard Strongbow de Clare, en 1176, il est présent au concile d'Oxford qui sert à mettre en place la gouvernance de l'Irlande nouvellement conquise. D'après le chroniqueur contemporain Giraud de Barri, Hugues de Lacy est nommé procurator general (fonction proche de gouverneur en chef) de ce nouveau territoire. Toutefois, dans les faits, c'est William fitz Aldelin, un officier de la maison royale, qui exerce la fonction.

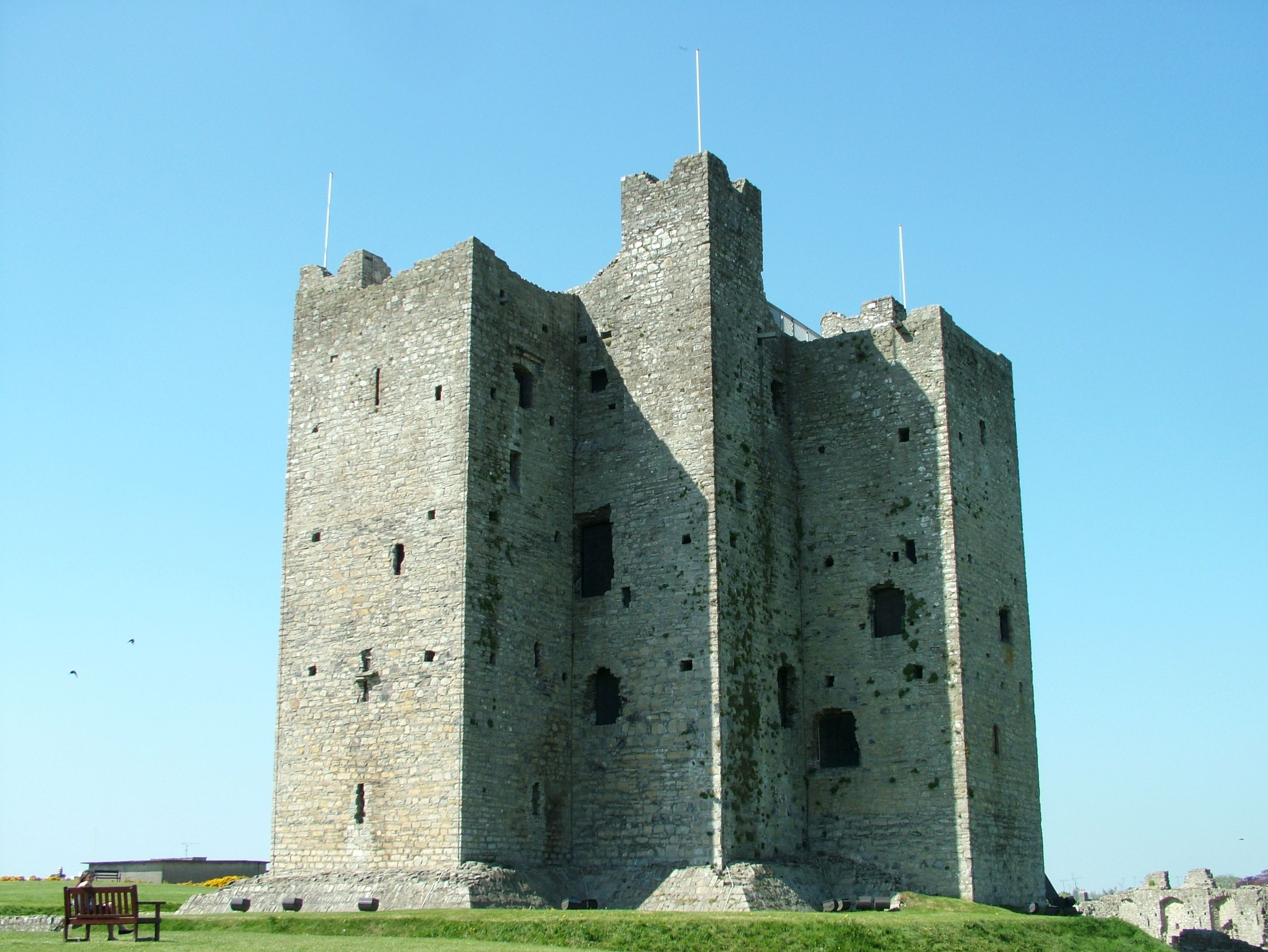
Le château de Trim construit par Hugues de Lacy vers 1174.

Dans la chanson La Geste des Engleis en Yrlande, Hugues de Lacy est dit avoir semé l'Irlande « de châteaux et de cités ; de donjons et de forteresses ». Le château de Trim devient son centre de commandement. Sa gestion de l'Irlande est très différente de celle de Strongbow. Contrairement à lui, il cherche à renforcer la souveraineté du roi anglais sur les princes locaux. Son inféodation des terres de Meath est aussi très différente. Là où Strongbow avait installé des vassaux qui n'avaient pas de terres en Angleterre et qui voyaient donc l'autorité royale comme une ingérence, Hugues de Lacy installe des vassaux, chevaliers et petits barons, déjà installés en Angleterre, et qui sont donc plus faciles à contrôler.
Néanmoins, Henri II demeure méfiant sur ses intentions. En 1177, il décide de prendre possession du château de Ludlow, la principale place forte d'Hugues de Lacy dans les marches du pays de Galles, et il le conserve jusqu'à la mort de son baron. Pour le professeur Marie Therese Flanagan, historienne britannique, il est probablement dans l'intention du souverain d'affaiblir sa position dans ce territoire au cas où il agirait mal en Irlande.
Vers 1178, il épouse une fille de Ruaidri O'Connor, roi de Connacht, afin de s'en faire un allié. Cela semble avoir fortement déplu à Henri II, et ce pourrait être la cause de son rappel en Angleterre en 1179 puis en 1181. Quoi qu'il en soit, il est renvoyé en Irlande comme agent principal du roi, sous la supervision d'un clerc royal. Il est finalement remplacé à cette fonction en 1184 par Philip de Worcester, un homme de la maison royale.

### Mort
Hughes de Lacy est assassiné alors qu'il supervise la construction d'une motte castrale[réf. nécessaire] à Durrow (comté d'Offaly), le 26 juillet 1186. Il est décapité avec une hache à l'instigation d'un roi de Tethbae, peut-être pour venger la mort d'un de ses fils,. Il est enterré à Durrow. En 1195, l'archevêque de Cashel et Dublin, légat papal, transfère son corps à l'abbaye de Bective (comté de Meath) et sa tête à l'abbaye Saint-Thomas de Dublin. En 1205, une décision papale met fin à une controverse sur son lieu d'inhumation, et ses restes sont rassemblés à l'abbaye Saint-Thomas. Il est inhumé aux côtés de son épouse.
Son fils aîné, Walter, n'entre en possession de son héritage qu'en 1189 quand il atteint la majorité. Hugues de Lacy est un bienfaiteur du prieuré de Llanthony (Llanthony Prima) (pays de Galles) et de celui du Gloucestershire (Llanthony Secunda), auxquels il donne des terres et des bénéfices ecclésiastiques en Irlande ; mais aussi de l'abbaye Saint-Thomas de Dublin et du prieuré augustinien de Kells (comté de Meath). Il fonde le prieuré bénédictin de Fore (Comté de Westmeath) comme dépendance de l'abbaye Saint-Taurin d'Évreux, et une cellule monastique du prieuré de Llanthony (Llanthony Prima) à Colp (hameau de Drogheda).

## Familles et descendance
En premières noces, il épouse Rose (ou Rohese) († avant 1180), veuve de Baderon de Monmouth († 1170/76). Ils ont pour descendance connue :
- Walter (en) († 1241), fils aîné, il succède à son père. Il n'atteint la majorité que vers 1188/1189[5] ;
- Hugues (III) de Lacy († 1242), comte d'Ulster en 1205[1] ;
- Gilbert[1] († après 1222[6]) ;
- Robert[1] († 1207/1215[6]) ;
- Alice, épouse Roger Pipard, lord de Ardee[7],[8], puis, en secondes noces avant 1232, Geoffrey de Marisco[8] ;
- une fille, qui épouse William (II) Fitzalan († vers 1210), lord de Clun et Oswestry[9].

Il épouse ensuite, vers 1178, une fille de Ruaidri O'Connor, roi de Connacht. Ils ont un fils considéré comme illégitime :
- William Gorm[1].

### Sources
- M. T. Flanagan, « Lacy, Hugh de (d. 1186) », Oxford Dictionary of National Biography, Oxford University Press, 2004.